# بيلي بينيت
بيلي بينيت (بالإنجليزية:Billie Bennett) (مواليد 23 أكتوبر 1874 - وفيات 19 مايو 1951). ممثلة أفلام أمريكية في عصر السينما الصامتة . ظهرت في 52 فيلما بين عامي 1913 و 1930.

## روابط خارجية
- بيلي بينيت على موقع IMDb (الإنجليزية)
- بيلي بينيت على موقع أول موفي (الإنجليزية)
- بيلي بينيت على موقع قاعدة بيانات الفيلم (الإنجليزية)